# Florence Kiplagat
Pour les articles homonymes, voir Kiplagat.
Florence Kiplagat (née le 27 février 1987 dans le district de Keiyo) est une athlète kényane spécialiste des courses de fond. Elle est l'ancienne détentrice du record du monde du semi-marathon (réalisé le 15 février 2014) avec un temps de 1 h 5 min 12 s, temps amélioré le 15 février 2015 pour porter le record à 1 h 5 min 9 s.

## Carrière
Florence Kiplagat se révèle durant les Championnats du monde juniors 2006 en se classant deuxième du 5 000 mètres derrière la Chinoise Xue Fei. L'année suivante, à Mombasa, elle se classe cinquième de l'épreuve individuelle senior des Championnats du monde de cross et permet à l'équipe du Kenya d'occuper la deuxième place du classement par équipes derrière l'Éthiopie. Elle met provisoirement un arrêt à sa carrière sportive en 2008 pour donner naissance à son premier enfant.
De retour en compétition officielle en début d'année 2009, Florence Kiplagat s'adjuge le titre individuel des Championnats du monde de cross, à Amman, devançant avec le temps de 26 min 13 s sa compatriote Linet Masai. Elle devient la deuxième athlète kényane titrée au niveau mondial après Hellen Chepngeno en 1994. Lors de cette compétition, l'équipe du Kenya remporte le classement par équipes devant l'Ethiopie et le Portugal.
Le 16 février 2014, à Barcelone, elle établit un nouveau record du monde du semi-marathon en parcourant la distance en 1 h 5 min 12 s. Elle améliore de 38 secondes l'ancienne meilleure marque mondiale détenue par sa compatriote Mary Keitany en 2011.
Le 15 février 2015, toujours à Barcelone, elle améliore de trois secondes son propre record du monde en établissant le temps de 1 h 5 min 9 s.
Le 14 février 2016, Florence Kiplagat s'impose pour la troisième fois consécutive au semi-marathon de Barcelone en 1 h 9 min 19 s

## Palmarès
| Date | Compétition                            | Lieu      | Place | Épreuve       | Temps              |
| ---- | -------------------------------------- | --------- | ----- | ------------- | ------------------ |
| 2006 | Championnats du monde juniors          | Pékin     | 2e    | 5 000 m       |                    |
| 2007 | Championnats du monde de cross         | Mombasa   | 5e    | Course longue |                    |
| 2007 | Championnats du monde de cross         | Mombasa   | 2e    | Par équipe    |                    |
| 2009 | Championnats du monde de cross         | Amman     | 1re   | Course longue |                    |
| 2009 | Championnats du monde de cross         | Amman     | 1re   | par équipe    |                    |
| 2009 | Championnats du monde                  | Berlin    | 12e   | 10 000 m      |                    |
| 2010 | Championnats du monde de semi-marathon | Nanning   | 1re   | Semi-marathon |                    |
| 2010 | Championnats du monde de semi-marathon | Nanning   | 1re   | Par équipe    |                    |
| 2011 | Marathon de Berlin                     | Berlin    | 1re   | Marathon      | 2 h 19 min 44 s    |
| 2013 | Marathon de Berlin                     | Berlin    | 1re   | Marathon      | 2 h 21 min 13 s    |
| 2014 | Semi-marathon de Barcelone             | Barcelone | 1re   | Semi-marathon | 1 h 5 min 12 s     |
| 2014 | Marathon de Londres                    | Londres   | 2e    | Marathon      | 2 h 20 min 24 s    |
| 2014 | Jeux du Commonwealth                   | Glasgow   | 2e    | 10 000 m      | 32 min 9 s 48      |
| 2015 | Semi-marathon de Barcelone             | Barcelone | 1re   | Semi-marathon | 1 h 5 min 9 s (WR) |
| 2015 | Marathon de Chicago                    | Chicago   | 1re   | Marathon      | 2 h 23 min 33 s    |
| 2016 | Semi-marathon de Barcelone             | Barcelone | 1re   | Semi-marathon | 1 h 9 min 19 s     |
| 2016 | Marathon de Londres                    | Londres   | 3e    | Marathon      | 2 h 23 min 39 s    |